# Belidae

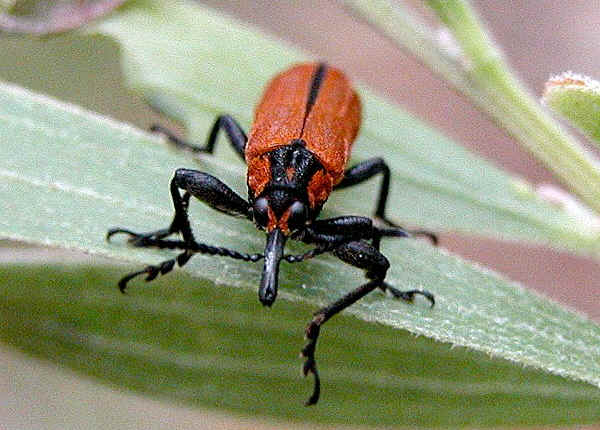
Rhinotia haemoptera

Los bélidos (Belidae) son una familia de coleópteros herbívoros de la superfamilia Curculionoidea (gorgojos), incluida entre las familias de "gorgojos primitivos", que tienen antenas rectas, no flexionadas, al contrario de los "verdaderos gorgojos" (Curculionidae) que las tienen geniculadas o flexionadas en un "codo".
Belidae incluye más de 350 especies descriptas a nivel mundial, con una distribución predominantemente en continentes australes.  Subfamilias y tribus de esta familia fueron consideradas en otros tiempos como familias separadas, pero en las clasificaciones más recientes son agrupadas en una sola familia, que comprende dos subfamilias: Belinae y Oxycoryninae.
La tibia delantera de los bélidos es inusual por tener un peine de setas en un surco apical opuesto a la articulación del tarso. 
En los bélidos, al igual que en muchos otros curculionoideos, la hembra usa el rostro para preparar un sitio de oviposición, de modo que las larvas se desarrollan dentro de tejidos vegetales. Las larvas de especies en la subfamilia Belinae son barrenadoras en tallos y ramas de arbustos y árboles. Muchas en las tribus Pachyurini y Agnesiotidini se desarrollan en plantas gimnospermas (coníferas) en tanto que las de la tribu Belini tienen mayormente plantas angiospermas como hospedadoras.
En la subfamilia Oxycoryninae, las de la tribu americana Oxycorynini tienen hábitos variados, algunas se desarrollan en partes reproductivas de gimnospermas (araucaria y cicas) y otras en plantas angiospermas parásitas (Balanophoraceae y Aristolochiaceae); las de la tribu Metrioxenini están asociadas predominantemente con plantas angiospermas, tanto monocotiledóneas como dicotiledóneas; las de Aglycyderini están asociadas con una gran diversidad de plantas y tienen variados hábitos.
Miembros de la subfamilia Belinae, la más numerosa, son típicamente alargados y cilíndricos. Algunos belinos se parecen a los  verdaderos gorgojos" de la familia Curculionidae (por ejemplo el género Lixus), otros se parecen a los brentidos, y otros son miméticos y se asemejan a escarabajos de familias como Lycidae o Pyrochroidae.

## Clasificación
FAMILIA BELIDAE Schoenherr, 1826
Subfamilia OXYCORYNINAE Schoenherr 1840
Tribu Oxycorynini Schoenherr 1840
Subtribu Oxycorynina Schoenherr 1840
Alloxycorynus Voss, 1957 – Argentina, Bolivia, Perú- en inflorescencias de Ombrophytum (Balanophoraceae) - A. bruchi (Heller, 1911)*; A. whiteheadi Anderson
Balanophorobius Anderson, 2005 – Costa Rica - en inflorescencias de Helosis (Balanophoraceae) - B. gamezi Anderson, 2005*
Hydnorobius Kuschel, 1959 – Argentina – en flores de Prosopache (Hydnoraceae) - H. hydnorae (Pascoe,1868)*; H. helleri (Brunch, 1912); H. parvulus (Brunch, 1916)
Oxycorynus Chevrolat, 1832 – Argentina, Bolivia, Brasil – en inflorescencias de Lophophytum (Balanophoraceae) - O melanocerus Chevrolat, 1832*; O. melanops Chevrolat; O. missionis Kuschel, 1995; O. nigripes Kuschel; O. armatus Buquet (5 especies).
Subtribu Oxycraspedina Marvaldi & Oberprieler, 2006
Oxycraspedus Kuschel, 1955 – Sur de Chile y Argentina – en conos viejos femeninos y masculinos de Araucaria – O. cornutus Kuschel; O. cribricollis (Blanchard); O. minutus (Philipini & Philipini, 1864)*.
Subtribu Allocorynina Sharp 1890
Parallocorynus Voss, 1943 – México, Honduras - conos masculinos de Dioon- P. bicolor (Voss, 1943)*
Rhopalotria Chevrolat, 1878 – Cuba, México, Florida, Costa Rica, Panamá –conos masculinos de Zamia - R. dimidiata Chevrolat, 1878*; R. mollis (Sharp, 1890); R. slossoni (Schaeffer)
Tribu Metrioxenini Voss, 1953
Subtribu Metrioxenina Voss, 1953
Metrioxena Pascoe, 1870 – Tailandia, Malasia, Filipinas, Indonesia – adultos en inflorescencias de palmas, larvas en troncos de palmas. (=Archimetrioxena Voss, 1953 † Eoceno, Báltico)- M. serricollis Pascoe, 1870*; M. dicoidalis Heller; M. sumatrana Heller; M. electrica (Voss 1953) †
Paltorhynchus Scudder, 1893 (†) – P. narwhal Scudder, 1893* († Eoceno medio, Colorado).
Subtribu Afrocorynina Voss, 1957
Afrocorynus Marshall, 1955 – Sudáfrica - en Putterlickia Endl.(Celastraceae) – A. turbatus Marshall, 1955*; A. asparagi Marshall
Hispodes Marshall, 1955 – Sudáfrica – en Rhoicissus Planch. (Vitaceae) – H. spicatus Marshall, 1955*
Tribu Aglycyderini Wollaston 1864
Aglycyderes Westwood, 1864 – Islas Canarias, Marruecos – en ramas muertas de Euphorbia L. (Euphorbiaceae) - A. setifer Westwood, 1864; A. tavakiliani Menier, 1974
Aralius (Montrouzier, 1861) – Nueva Zelanda, Nueva Caledonia – en ramas muertas de Pseudopanax K.Koch (Araliaceae)- A. olivieri (Montrouzier, 1861)*; A. wollastoni (Sharp)
Proterhinus Sharp, 1878 – Hawái, islas del Pacífico – minadores de hojas y ramas muertas de gran variedad de plantas – P. fimbriatus Zimmerman & Perrault; P. gourvesi Zimmerman & Perrault; P. samoae Perkins; P. vestitus Sharp, 1878; P. abnormis (167 especies)
Subfamilia BELINAE Schoenherr, 1826 (150 especies)
Tribu Pachyurini
Pachyurinus – Nueva Zelanda - P. sticticus (Broun)
Sphinctobelus – Australia – S. cinereus (Blanchard); S. niger Zimmerman / Australia; S. quadrimaculatus (Lea)
Tribu Belini Schoenherr, 1826
Rhinotia - R. bipunctatus (Donovan) / Australia; R. haemoptera Kirby /Australia
Homalocerus – H. lyciformis (Germar) / Argentina; H. xixim Bondar / Paraguay
Tribu Agnesiotidini
Aghathinus – A. tridens (Fabricius) / Nueva Zelanda
Cyrotyphus – C. blandus (Faust) / Australia; C. vestitus (Pascoe) / Australia
Otros géneros BELINAE:
Agathobelus; Agnesiotis; Apagobelus; Araiobelus; Arhinobelus; Atractuchus; Basiliobelus; Callirhynchinus; Dicordylus; Habrobelus; Hadrobelus; Isacantha; Isacanthodes; Macrobelus; Pachybelus; Pachyura; Rhinotoides; Stenobelus; Trichophthalmus
Subfamilia EOBELINAE † Arnoldi, 1977
Archaeorhynchus †